# Akademik Sergey Vavilov
Akademik Sergey Vavilov est un navire océanographique russe (anciennement soviétique) appartenant à la FleetPro Passenger Ship Management (en) de l'Académie des sciences de Russie. Il porte le nom de l'académicien Sergueï Vavilov.

## Histoire
Il a été construit en même temps que son sister-ship l'Akademik Fiodorov au chantier naval finlandais du Groupe STX à Rauma. L'Akademik Sergey Vavilov a débuté ses activités en tant que navire de recherche de l' Shirshov Institute of Oceanology (en) de l'Académie des sciences de Russie le 20 mars 1989 et avait effectué avant le 7 novembre 1999 cinq croisières de recherche dans la mer de Norvège, l'océan Atlantique nord et sud.
Ces derniers temps, il a servi comme navire de croisière spécialisé dans les croisières polaires. Elle est gérée par International Shipping Partners et son port d’immatriculation actuel est Kaliningrad.
Il a été affrété par One Ocean Expeditions (OOE) jusqu'en 2019 .

## Galerie

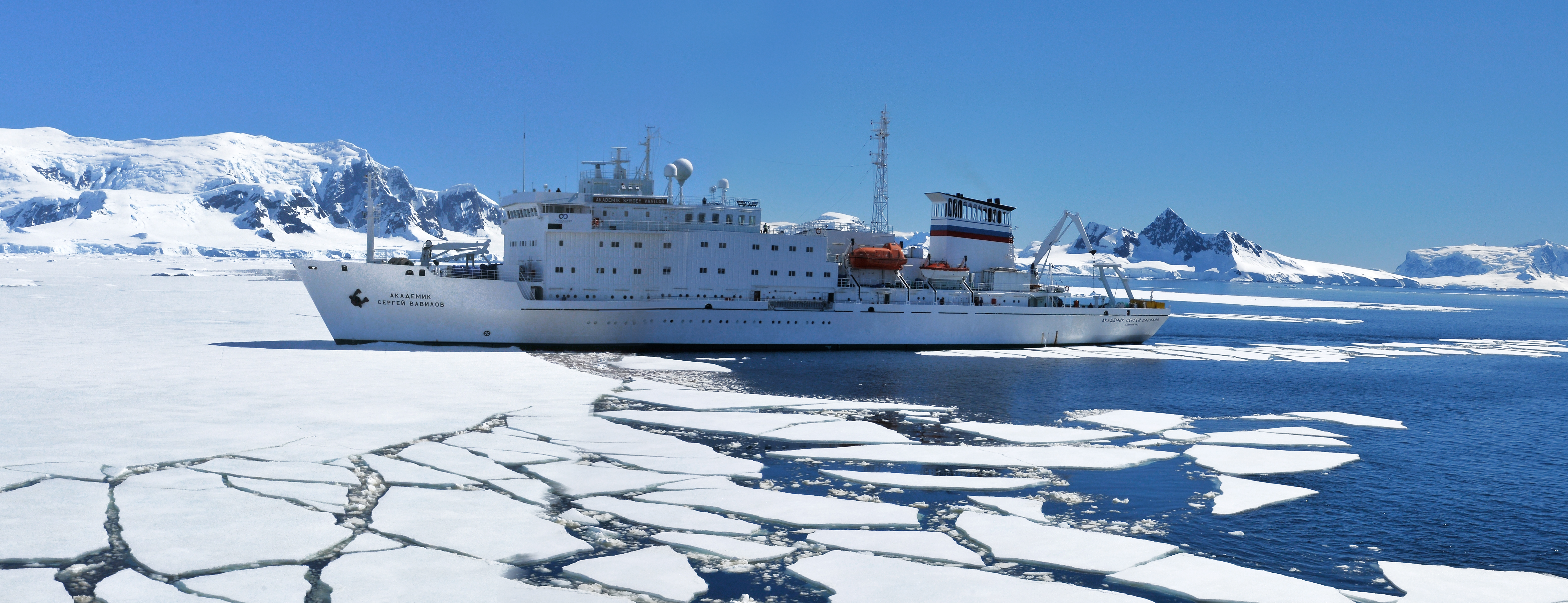
RV Akademik Sergey Vavilov
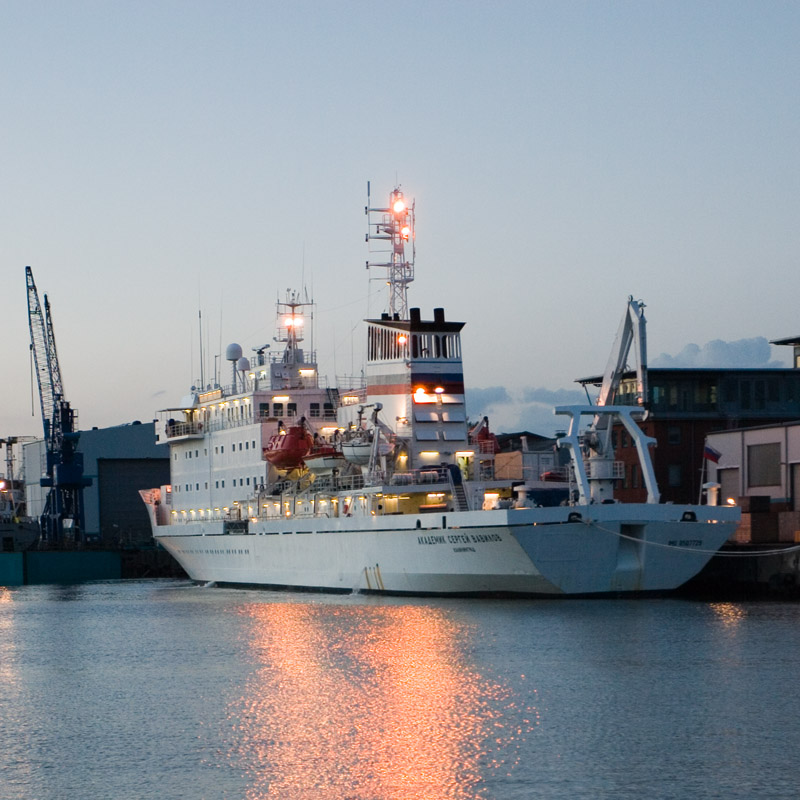
Akademik S. Vavilov

### Note et référence
1. ↑  One Ocean Expeditions

- (en) Cet article est partiellement ou en totalité issu de l’article de Wikipédia en anglais intitulé « Akademik Sergey Vavilov » (voir la liste des auteurs).